# Área natural de manejo integrado Humedales del Norte
El Área Natural de Manejo Integrado Humedales del Norte es un área protegida departamental de Bolivia, ubicada entre las provincias Ichilo, Guarayos y Obispo Santistevan del departamento de Santa Cruz. Fue creada el 2012 mediante Ley Departamental 98 con una superficie de 490 051 ha para cumplir funciones ambientales de regulación del clima, temperatura, vientos y el ciclo hidrológico. Entre las especies presentes en el área protegida se encuentra el bufeo (Inia boliviensis) en los ríos de la zona.
Desde el año 2017 el gobierno departamental de Santa Cruz realiza gestiones con el gobierno nacional para inscribir al ANMI Humedales del Norte como un Sitio Ramsar, del cual Bolivia es el país con mayor superficie declarada del mundo.
Al igual que otras áreas forestales protegidas del país, el ANMI Humedales del Norte sufre de problemas como los adentamientos ilegales y tala indiscriminada de árboles.